# Fixfokus
Fixfokus för optiska instrument innebär att objektivet är inställt för att fungera på ett förutbestämt avstånd och kan inte regleras av användaren. På fixfokuskameror ligger normalt bästa skärpan två till tre meter från objektivet, men skärpan är bra även på långa avstånd. På kikare med fixfokus ligger skärpan oftast från ett tjugotal meters avstånd och längre. 